# Čakalni krog (letalstvo)
Čakalni krog (ang. holding pattern) je letalski manever v obliki hipodroma, ki ga izvaja letalo, ko čaka na prosto mesto za pristanek ali pa zaradi kakega drugega razloga pristanek ni mogoč, npr. zaradi pluženja steze ali pa trenutno slabega vremena. Čakalne kroge uporabljajo letala, ki letijo po instrumentalnih pravilih. Standardni čakalni krog je desni, kar pomeni da sta oba zavoja desna. Če pa geografske ovire ne dopuščajo ali ni dovolj prostora, se uporabi levi (oba zavoja leva). Npr. na Brniškem letališču se uporablja levi čakalni krog.
Letenje enega čakalnega kroga traja po navadi štiri minute: vsak zavoj po eno minuto in vsak ravni del tudi 1 minuto. V nekaterih primerih pa se jih definira s pomočjo razdalje.
Čakalni krog je oblikovan okoli navigacijskega sredstva (holding fix), ki je po navadi NDB ali VOR. Obstajajo trije osnovni vstopi letala v čakalni krog:
- Standardni prihodi v čakalni krog
- Neposredni vstop – Direct entry (Sector 3)
- Paralelni vstop – Parallel entry (Sector 1)
- Kapljičasti vstop – Teardrop entry (Sector 2)

Večja letala imajo po navadi avtopilota, ki s pomočjo GPSa ali drugega navigacijskega sredstva avtomatsko leti čakalne kroge. Ročno letenje je precej težavnejše, še posebej če piha močan bočni veter.
V čakalneem krogu veljajo omejitve hitrosti, spodnji primer velja v ZDA:
- do višine 6000 ft MSL: največ 200 KIAS
- od 6001 do 14000 ft MSL: največ 230 KIAS
- 14001 ft MSL in višje: največ 265 KIAS

Separacija v čakalnem krogu je 1000 čevljev. Po navadi letala vstopijo v čakalni krog na višji višini: letala, ki so v spodnjem (nižjem) krogu ga po navadi prva zapustijo.
MSL (mean sea level) pomeni srednji nivo morja, KIAS (knots indicated airspeed) pa je indicirana zračna hitrost v vozlih.